# A Musical Joke
A Musical Joke, K. 522 (tiếng Đức: Ein musikalischer Spaß, tiếng Việt: Một trò vui âm nhạc) là bản divertimento nổi tiếng của nhà soạn nhạc người Áo Wolfgang Amadeus Mozart. Tác phẩm được viết trước bản Eine kleine Nachtmusik chỉ một thời gian ngắn. Có lẽ đó là tiểu phẩm nổi tiếng nhất của ông.